# Sandra von Giese
Sandra von Giese (Manila, 15 novembre 1939) è un'ex nuotatrice filippina, che ha partecipato alle Olimpiadi di Roma 1960, gareggiando nei 100m farfalla.
Ai II Giochi asiatici, ha 1 bronzo nei 100m farfalla.
Ai III Giochi asiatici, ha vinto 1 oro nella Staffetta 4x100 mista ed 1 argento nei 100m farfalla.
È la sorella della anch'essa nuotatrice olimpica Jocelyn von Giese.